# Коламбіана (Огайо)
Коламбіана (англ. Columbiana) — місто (англ. city) в США, в округах Коламбіана і Магонінґ штату Огайо. Населення — 6559 осіб (2020).

## Географія
Коламбіана розташована за координатами 40°53′10″ пн. ш. 80°40′19″ зх. д. / 40.88611° пн. ш. 80.67194° зх. д. (40.886034, -80.672019).  За даними Бюро перепису населення США в 2010 році місто мало площу 15,91 км², з яких 15,54 км² — суходіл та 0,37 км² — водойми.

## Демографія
Згідно з переписом 2010 року, у місті мешкали 6384 особи в 2881 домогосподарстві у складі 1763 родин. Густота населення становила 401 особа/км².  Було 3181 помешкання (200/км²).
Расовий склад населення:
| - 97,7 % — білих - 0,6 % — чорних або афроамериканців - 0,5 % — азіатів |

До двох чи більше рас належало 0,8 %. Частка іспаномовних становила 1,0 % від усіх жителів.
За віковим діапазоном населення розподілялося таким чином: 17,5 % — особи молодші 18 років, 55,1 % — особи у віці 18—64 років, 27,4 % — особи у віці 65 років та старші. Медіана віку мешканця становила 49,4 року. На 100 осіб жіночої статі у місті припадало 87,4 чоловіків;  на 100 жінок у віці від 18 років та старших — 82,9 чоловіків також старших 18 років.
Середній дохід на одне домашнє господарство  становив 60 065 доларів США (медіана — 48 152), а середній дохід на одну сім'ю — 69 825 доларів (медіана — 61 601). Медіана доходів становила 44 040 доларів для чоловіків та 32 287 доларів для жінок. За межею бідності перебувало 8,9 % осіб, у тому числі 13,8 % дітей у віці до 18 років та 5,3 % осіб у віці 65 років та старших.
Цивільне працевлаштоване населення становило 3003 особи. Основні галузі зайнятості: освіта, охорона здоров'я та соціальна допомога — 24,3 %, виробництво — 21,7 %, роздрібна торгівля — 12,9 %, мистецтво, розваги та відпочинок — 8,7 %.